# PPG Industries
La PPG Industries è un'azienda statunitense attiva prevalentemente nel settore chimico e vetrario.
Venne fondata a Pittsburgh nel 1883, con il nome di Pittsburgh Plate Glass Company, da John Baptiste Ford e John Pitcairn. Attualmente, con il nome di PPG Industries Inc., mantiene il proprio quartier generale a Pittsburgh ed opera a livello mondiale con impianti produttivi presenti nei cinque continenti.

## Storia
La Pittsburgh Plate Glass Co. nacque come produttore di vetro in lastre e vanta di essere la prima azienda di successo nel settore. Fin dai primi tempi il ritmo di crescita dell'azienda fu sostenuto, grazie alla realizzazione di nuovi impianti e ad acquisizioni di altre aziende presenti sul mercato.
L'attività venne in seguito diversificata, realizzando un impianto per la realizzazione in proprio delle materie prime destinate alla lavorazione ed entrando nel mercato delle vernici e dei rivestimenti, comparto in rapida espansione in ragione dell'altrettanto rapido sviluppo delle industrie automobilistiche ed aeronautiche.
Nei primi anni quaranta la PPG entrò nel settore dei prodotti ottici con la realizzazione del CR39, materiale plastico destinato alla produzione di lenti per occhiali; al decennio successivo risale l'ingresso nel settore del fiberglass.
Nel 1968 l'azienda acquisì la sua attuale denominazione nell'obiettivo di enfatizzare l'innovazione perseguita nei diversi settori merceologici presidiati.

## Organizzazione

### Le aree di business
Le informazioni relative all'organizzazione aziendale sono aggiornate al dicembre 2011.
L'attività della PPG Industries spazia in diverse aree della chimica e dell'ottica (per altro senza rigide distinzioni):
- Vernici e rivestimenti:
  - per l'industria aerospaziale;
  - per l'architettura per uso abitativo e grandi opere (ta le altre aziende fa parte del gruppo la italiana MaxMeyer);
  - per l'industria automobilistica;
  - per gli imballaggi industriali;
  - per l'industria nautica;
- Ottica
  - monomeri e polimeri per la produzione di lenti;
- Vetro e fibre di vetro;
  - fiber glass;
  - vetri per l'industria aeronautica;
  - vetri per l'architettura (uso abitativo e grandi opere);
  - materiali vetrosi per la produzione di energia solare;
- Chimica
  - soda caustica;
  - cloro;
  - acido muriatico;
  - solventi clorurati;
  - cloruro di vinile;
  - ipoclorito di calcio;
  - derivati del fosgene[3]: cloruri di acile ed esteri dell'acido cloroformico;
- Materiali speciali
  - silici precipitate per usi industriali;
  - Teslin (materiale sintetico utilizzato per la produzione di documenti leggibili automaticamente secondo lo standard ISO/IEC 14443)

### I siti produttivi
La PPG Industries realizza i propri prodotti tramite siti produttivi di proprietà o tramite aziende controllate e/o collegate. La struttura aziendale prevede una suddivisione organizzativa in quattro macroaree a livello mondiale:
- Nord America: Canada, Messico, Stati Uniti d'America;
- Sud America e Dipartimenti Francesi d'Oltremare: Argentina, Brasile, Cile, Dipartimenti Francesi d'Oltremare (Guyana francese, Guadalupa, Martinica, Reunion), Suriname, Uruguay.
- Europa, Medio Oriente, Africa: Belgio, Francia, Germania, Irlanda, Italia, Paesi Bassi, Polonia, Portogallo, Regno Unito, Repubblica Ceca, Slovacchia, Spagna, Svizzera, Turchia, Ungheria; Camerun, Costa d'Avorio, Senegal, Sudafrica;
- Asia e Pacifico: Cina, Corea del Sud, Filippine, Indonesia, Malaysia, Thailandia, Taiwan, Singapore, Vietnam; Australia, Nuova Caledonia, Nuova Zelanda.